# Sunidhi Chauhan
Sunidhi Chauhan(14 de agosto de 1983, Nueva Delhi) es una cantante india. Ella se hizo famosa con una canción titulada "Ruki Ruki", que formó parte de la banda sonora de la película "Zindagi", dirigida por Ram Gopal Varma. Fue esposa del director de cine, Bobby Khan. También ha recibido el premio Filmfare RD. como mejor intérprete femenina musical de Burman en 2001. Ella se hizo conocida tras participar en Meri Awaz Suno, un video musical de enganchados, en el que ganó el Premio Lata Mangeshkar, como la mejor cantante. Además, Lata Mangeshkar, le ofreció también una instrucción musical, porque ella no había recibido anteriormente ningún otro reconocimiento.
Hizo su debut como cantante de cine para la película "Shastra". También ha interpretado otras canciones para otras películas como Gang Veergati, Dahek, Dilwala Badey, Raja Ki Ayegi Barat, Samar, Misión Cachemira y entre otros. Ha tenido una buena crítica por su voz madura a pesar de su edad corta. Sin embargo, los críticos le dieron un visto bueno, tras interpretar la canción titulada "Bhage Re Man Mora du" o "El hombre Mora Re Bhage", para la película "Chameli", pues se convirtió en un gran éxito. Hoy en día es una de las artistas hindúes más reconocidas por su talento, a partir desde la cantante Asha Bhosle.
En el 2009 la música beedi interpretada por Sunidhi fue el tema principal de la telenovela brasileña India una historia de amor. Lo cual le hizo mucha fama a Sunidhi tanto en Brasil como en algunos países latinos.
Ella lanzó su primer álbum en solitario titulado, "Aira Nathu Khaira Gaira".

## Filmografía
- Ehsaas - A Feeling (Released 30 de noviembre de 2001) (Special Appearance).
- Bhoot (Special Appearance in Promotional Song Bhoot Hoon Main).
- Bas Ek Pal (Special Appearance in Promotional Song Dheeme Dheeme with singer K.K.)

## Premios y honores
| Año                                             | Categoría                                      | Canción y película                                | Resultado |
| ----------------------------------------------- | ---------------------------------------------- | ------------------------------------------------- | --------- |
| Filmfare Awards                                 |                                                |                                                   |           |
| 2000                                            | Best Playback Singer - Female                  | "Ruki Ruki" (Mast)                                | Nominated |
| 2001                                            | R. D. Burman Award for Most Promising Newcomer |                                                   | Winner    |
| 2001                                            | Best Playback Singer - Female                  | "Mehboob Mere" (Fiza)                             | Nominated |
| 2005                                            | Best Playback Singer - Female                  | "Dhoom Machale" (Dhoom)                           | Nominated |
| 2006                                            | Best Playback Singer - Female                  | "Kaisi Paheli" (Parineeta)                        | Nominated |
| 2006                                            | Best Playback Singer - Female                  | "Deedar De" (Dus)                                 | Nominated |
| 2007                                            | Best Playback Singer - Female                  | "Beedi" (Omakara)                                 | Winner    |
| 2007                                            | Best Playback Singer - Female                  | "Soniye" (Aksar)                                  | Nominated |
| 2007                                            | Best Playback Singer - Female                  | "Aashiqui Main" (36 China Town)                   | Nominated |
| 2008                                            | Best Playback Singer - Female                  | "Aaja Nachle" (Aaja Nachle)                       | Nominated |
| 2008                                            | Best Playback Singer - Female                  | "Sajnaji Vari Vari" (Honeymoon Travels Pvt. Ltd.) | Nominated |
| 2009                                            | Best Playback Singer - Female                  | "Dance Pe Chance" (Rab Ne Bana Di Jodi)           | Nominated |
| 2010                                            | Best Playback Singer - Female                  | "Chor Bazari" ( Love Aaj Kal)                     | Nominated |
| 2011                                            | Best Playback Singer - Female                  | "Udi" ( Guzaarish)                                | Nominated |
| 2011                                            | Best Playback Singer - Female                  | "Sheila Ki Jawani" ( Tees Maar Khan)              | Winner    |
| Star Screen Awards                              |                                                |                                                   |           |
| 2001                                            | Best Playback Singer - Female                  | Bhumro for Mission Kashmir                        | Nominated |
| 2004                                            | Best Playback Singer - Female                  | "Meri Zindagi Mein Aaye Ho for Armaan             | Nominated |
| 2004                                            | Best Playback Singer - Female                  | Sajna Ve Sajna for Chameli                        | Winner    |
| 2005                                            | Best Playback Singer - Female                  | Dhoom Machale (Dhoom)                             | Nominated |
| 2006                                            | Best Playback Singer - Female                  | "Kaisi Paheli" (Parineeta)                        | Nominated |
| 2007                                            | Best Playback Singer - Female                  | Beedi Jalaile for Omkara                          | Winner    |
| 2008                                            | Best Playback Singer - Female                  | Sajnaji Vaari for Honeymoon Travels Pvt. Ltd.     | Nominated |
| 2009                                            | Best Playback Singer - Female                  | Dance Pe Chance for Rab Ne Bana Di Jodi           | Nominated |
| 2010                                            | Best Playback Singer - Female                  | Chor Bazari for Love Aaj Kal                      | Nominated |
| 2011                                            | Best Playback Singer - Female                  | Sheila Ki Jawani for Tees Maar Khan               | Nominated |
| Awards of the International Indian Film Academy |                                                |                                                   |           |
| 2001                                            | Best Female Playback Singer                    | Mehboob Mere for Fiza                             | Nominated |
| 2005                                            | Best Female Playback Singer                    | Dhoom Machale for Dhoom                           | Winner    |
| 2005                                            | Best Female Playback Singer                    | Sajna Ve for Chameli                              | Nominated |
| 2006                                            | Best Female Playback Singer                    | Kaisi Paheli for Parineeta                        | Nominated |
| 2006                                            | Best Female Playback Singer                    | Deedar De for Dus                                 | Nominated |
| 2007                                            | Best Female Playback Singer                    | Crazy Kiya Re for Dhoom 2                         | Nominated |
| 2007                                            | Best Female Playback Singer                    | Beedi Jalaile for Omkara                          | Winner    |
| 2008                                            | Best Female Playback Singer                    | Aaja Nachle for Aaja Nachle                       | Nominated |
| 2009                                            | Best Female Playback Singer                    | Desi Girl for Dostana                             | Nominated |
| 2011                                            | Best Playback Singer - Female                  | Sheila Ki Jawani for Tees Maar Khan               | Nominated |
| Zee Cine Awards                                 |                                                |                                                   |           |
| 2005                                            | Best Female Playback Singer                    | Dhoom Machale for Dhoom                           | Winner    |
| 2005                                            | Best Female Playback Singer                    | Kaise Paheli Zindagi for Parineeta                | Nominated |
| 2007                                            | Best Female Playback Singer                    | Beedi Jalaile for Omkara                          | Nominated |
| Apsara Awards                                   |                                                |                                                   |           |
| 2004                                            | Best Female Playback Singer                    | Bhage Re Mann for Chameli                         | Nominated |
| 2006                                            | Best Female Playback Singer                    | Dhoom Machale for Dhoom                           | Nominated |
| 2008                                            | Best Female Playback Singer                    | Aaja Nachle (Aaja Nachle)                         | Nominated |
| 2008                                            | Best Female Playback Singer                    | Sajna Vaari (Honeymoon Travels Pvt. Ltd.)         | Nominated |
| 2010                                            | Best Female Playback Singer                    | Chor Bazari (Love Aaj Kal)                        | Nominated |
| 2011                                            | Best Female Playback Singer                    | Ainvayi Ainvayi (Band Baaja Baaraat)              | Nominated |
| 2011                                            | Best Female Playback Singer                    | Sheila Ki Jawani (Tees Maar Khan)                 | Winner    |
| 2012                                            | Best Female Playback Singer                    | Te Amo (Dum Maaro Dum)                            | Nominated |
| 2012                                            | Best Female Playback Singer                    | Aa Zara (Murder 2)                                | Nominated |
| Global Indian Film Awards                       |                                                |                                                   |           |
| 2005                                            | Best Female Playback Singer                    | Dhoom Machale (Dhoom)                             | Winner    |
| 2006                                            | Best Female Playback Singer                    | Beedi Jalaile (Omkara)                            | Nominated |
| 2011                                            | Best Female Playback Singer                    | Sheela ki jawani (Tees Maar Khan)                 | Winner    |
| GIMA Awards                                     |                                                |                                                   |           |
| 2011                                            | Best Playback Singer - Female                  | "Sheela Ki Jawaani" (Tees Maar Khan)              | Winner    |
| 2011                                            | Best Playback Singer - Female                  | "Udi" (Guzaarish)                                 | Nominated |
| 2011                                            | Best Playback Singer - Female                  | "Ainvay Ainvay" (Band Baaja Baraat)               | Nominated |
| BIG Star Indian Music Awards                    |                                                |                                                   |           |
| 2011                                            | Best Playback Singer - Female                  | Neeyat Kharaab Hai for Teen Patti                 | Winner    |
| Central European Bollywood Awards               |                                                |                                                   |           |
| 2006                                            | Best Playback Singer - Female                  | Mere Haat Mein for Fanaa                          | Winner    |
| 2007                                            | Best Playback Singer - Female                  | "Sajnaji Vaari" (Honeymoon Travels Pvt. Ltd.)     | Nominated |
| 2010                                            | Best Playback Singer - Female                  | Udi for Guzaarish                                 | Winner    |
| Mirchi Awards                                   |                                                |                                                   |           |
| 2011                                            | Best Playback Singer - Female                  | Udi for Guzaarish                                 | Nominated |
| 2011                                            | Best Playback Singer - Female                  | Sheela Ki Jawaani for Tees Maar Khan              | Nominated |
| 2012                                            | Best Playback Singer - Female                  | Ishq Sufiyana for The Dirty Picture               | Winner    |
| Bollywood Movie Awards                          |                                                |                                                   |           |
| 2005                                            | Best Playback Singer - Female                  | Dhoom Machale for Dhoom                           | Winner    |
| Bollywood Hungama Surfers Choice Music Awards   |                                                |                                                   |           |
| 2010                                            | Best Playback Singer - Female                  | Sheela Ki Jawaani for Tees Maar Khan              | Nominated |
| Big Star Entertainment Awards                   |                                                |                                                   |           |
| 2010                                            | Best Playback Singer - Female                  | Sheela Ki Jawaani for Tees Maar Khan              | Winner    |
| 2011                                            | Best Playback Singer - Female                  | Aa Zara for Murder 2                              | Nominated |
| (Source: Bollywood Hungama)                     |                                                |                                                   |           |

Otros premios y honores:
- 2009: Kelvinator GR8! FLO Women Award

- 2010: Chevrolet GIMA (Global Indian Music Awards) of Best Live Performer- Female

- 2010: Best Visualized Song Track (Female) - Udi - Aishwarya Rai Bachchan & Sunidhi Chauhan

- 2010: Big Star Entertainment Award for Singer of The Decade- Sunidhi Chauhan

- 2011: Massal Award for Best International Female Vocalist Award- Sunidhi Chauhan

### Kannada Film
- Mungaru Male. Director Yograj Bhat